# Custoza (vino)
Il Custoza, in passato anche Bianco di Custoza, è un vino DOC la cui produzione è consentita nella provincia di Verona, a sud del Lago di Garda e più precisamente in tutto o in parte i territori dei comuni di Sommacampagna   Villafranca di Verona, Valeggio sul Mincio, Peschiera del Garda, Lazise, Castelnuovo  del Garda  Pastrengo, Bussolengo e Sona. L'area di produzione del Custoza, non particolarmente ampia per estensione, occupa gran parte del settore meridionale della fascia di colline moreniche che si sviluppano tra la città di Verona ed il lago di Garda.
Il clima dell'area della doc Custoza si caratterizza per estati calde ma non afose e di inverni relativamente freddi, ma temperati dalla vicinanza del lago di Garda. La conformazione dei rilievi delle colline permette un riscaldamento diurno delle pendici ed un accumulo notturno di aria fresca che stimolano lo sviluppo delle caratteristiche aromatiche delle uve bianche

## Caratteristiche organolettiche
Le caratteristiche essenziali del Custoza sono la freschezza, la leggera l'aromaticita' e la bevibilita'.
Presenta note fruttate, floreali talvolta leggermente speziate. 
La versione passita presenta un colore dorato  un sapore amabile, dolce.
- colore: giallo paglierino.
- odore: fruttato, profumato, leggermente aromatico.
- sapore: sapido, morbido, delicato, di giusto corpo

## Abbinamenti consigliati
Possiamo abbinare il vino Custoza a primi piatti dal gusto delicato come i tortellini, i risotti, primi piatti con un sugo vegetariano. 
Può accompagnare piatti a base di pesce, carni bianche.
Ottimo come aperitivo.
La versione passito è ideale con i dolci.

## Zona di produzione
- La zona di produzione comprende in tutto o in parte i territori dei comuni di: Sommacampagna, Villafranca di Verona, Valeggio sul Mincio, Peschiera del Garda, Lazise, Castelnuovo del Garda, Pastrengo, Bussolengo e Sona [1].

## Dati di produzione
| Provincia | Stagione | volume in ettolitri |
| --------- | -------- | ------------------- |
| Verona    | 2016     | 83453               |
| Verona    | 2017     | 112360              |
| Verona    | 2018     | 93937               |
| Verona    | 2019     | 94240               |